# Hrabstwo Lea
Hrabstwo Lea (ang. Lea County) – hrabstwo w stanie Nowy Meksyk w Stanach Zjednoczonych.

## Miasta
- Eunice
- Hobbs
- Jal
- Lovington
- Tatum

## CDP
- Monument
- Nadine
- North Hobbs